# قائمة الخلفاء الأمويين
الخلفاء الأمويين وهُم مجموعة من الخلفاء العرب المسلمين من بني أمية من قريش. أسَّسوا دولة قوية مترامية الأطراف، امتدت أراضيها على ثلاث قارات، قامت دولتهم بعد أن تنازل الحسن بن علي بن أبي طالب بالخلافة لمعاوية بن أبي سفيان في عام الجماعة سنة 41هـ، وبقي الخلفاء من بني أمية يتعاقبون على حكمها حتى سقطت عقب معركة الزاب عام 132هـ على يد العباسيين. بلغت الدولة الأموية أوج قوتها وعظمتها وإتساعها في عهد الخليفة العاشر هشام بن عبد الملك إذ امتدت من الصين والهند شرقاً حتى بلاد الغال غرباً (فرنسا حالياً) ومن بلاد القوقاز والأناضول (جورجيا وتركيا حالياً) وسواحل إيطاليا شمالاً حتى أرض الحبشة (إثيوبيا حالياً) وغابات إفريقيا جنوباً. يرجع الأمويون في نسبهم إلى أميَّة بن عبد شمس من قبيلة قريش. وكان لهم دورٌ هام في عهد الجاهلية وخلال العهد الإسلامي. أسلَم معاوية بن أبي سفيان في عهد الرسول محمد، وتأسست الدولة الأموية على يده، وكان قبلاً واليًا على الشام في عهد الخليفة عمر بن الخطاب، ثم نشب نزاع بينه وبين علي بن أبي طالب بعد فتنة مقتل عثمان، حتى تنازل ابنه الحسن عن الخلافة لمعاوية بعد مقتل أبيه، فتأسست الدولة بذلك. أخذ معاوية عن البيزنطيين بعض مظاهر الحكم والإدارة إذ جعل الخلافة وراثيَّة عندما عهد لابنه يزيد بولاية العهد، واتخذ عرشًا وحراسًا وأحاط نفسه بأبَّهة الملك، وبنى له مقصورة خاصَّة في المسجد، كما أنشأ ديوان الخاتم ونظام البريد. بعد وفاة يزيد اضطربت الأمور، فطالب ابن الزبير بالخلافة، ثم تمكن عبد الملك بن مروان بن الحكم من هزمه وقتله في مكة سنة 73هـ، فاستقرت الدولة مجدداً. جرت أكبر الفتوحات الأموية في عهد الوليد بن عبد الملك، فاستكمل فتح المغرب، وفتحت الأندلس بكاملها، وفتحت السند بقيادة محمد بن القاسم الثقفي وبلاد ما وراء النهر بقيادة قتيبة بن مسلم الباهلي. خلفه سليمان بن عبد الملك الذي توفي مرابطًا في مرج دابق لإدارة حصار القسطنطينية، ثم الخليفة الزاهد عمر بن عبد العزيز، الذي يعد من أفضل الخلفاء الأمويين سيرة. وخلفه بعده ابن عمه يزيد، ثم هشام، الذي فتح في عهده جنوب فرنسا، وكان عهده طويلاً وكثير الاستقرار. وبعد موته دخلت الدولة في حالة من الاضطراب الشديد، حتى سيطر مروان بن محمد على الخلافة، فأخذ يتنقل بين الأقاليم ويقمع الثورات والاضطرابات، ثم التقى مع العباسيين في معركة الزاب فهُزم وقتل، وكانت نهاية الدولة الأموية.
بعد سقوط الدولة الأموية وقيام الدولة العباسية على أنقاضها، فرَّ عبد الرحمن بن معاوية المعروف بـ عبد الرحمن الداخل إلى الأندلس وأسس الدولة الأموية فيها من جديد وحكم بصفته أميرًا، وظل على ذلك هو وأبناءه وأحفاده، حتى عهد حفيده عبد الرحمن بن محمد الذي أعلن نفسه خليفة في قرطبة ولقَّب نفسه بـالناصر لدين الله في غرة ذي الحجة من عام 316هـ، وبقي على ذلك حتى وفاته، ثم خلفه أبناءه وحكموا بنفس النظام حتى سقوط الدولة نهائيًا في عام 422هـ، وكان آخر خلفائها هشام المعتد بالله بعد أن رأى أهل قرطبة إلغاء الخلافة كليًا بعد فتنة الأندلس.

## قائمة الخلفاء الأمويين
| # | رسم | لقب                                                           | الخليفة                                   | فترة الخلافة                    | مُلاحظات |
| --- | --- | ------------------------------------------------------------- | ----------------------------------------- | ------------------------------- | --- |
| العصر الأموي الأول: عصر خلفاء دمشق وحرَّان. (661م - 750م) / (41 هـ - 132 هـ) يشمل هذا العصر أربع عشرة خليفة، وفيه استطاع الأمويين تأسيس أقوى دولة إسلامية على مر التاريخ.                                                                                   |     |                                                               |                                           |                                 | |
| 1 |     | أبو عبد الرحمن.                                               | معاوية بن أبي سفيان                       | (41هـ - 60هـ) (661م - 680م)     | - ابن أبي سفيان بن حرب بن أمية وهند بنت عتبة - حكم حتّى مماته. - تنازل له الحسن بن علي بن أبي طالب بالخلافة في عام الجماعة. |
| 2 |     | أبو خالد.                                                     | يزيد الأول بن معاوية                      | (60هـ - 64هـ) (680م - 683م)     | - ابن معاوية بن أبي سفيان بن حرب بن أمية وميسون بنت بحدل الكلبية. - حكم حتّى مماته. |
| 3 |     | أبو يزيد، أبو ليلى.                                           | معاوية الثاني بن يزيد                     | (64هـ - 64هـ) (683م - 684م)     | - ابن يزيد بن معاوية وأم هاشم بنت أبي هاشم بن عتبة بن ربيعة. - حكم ثلاثة أشهر ثم ترك الخلافة. |
| 4 |     | أبو عبد الملك، أبو القاسم، أبو الحكم، المدني.                 | مروان الأول بن الحكم                      | (64هـ - 65هـ) (684م - 685م)     | - ابن الحكم بن أبي العاص بن أمية وآمنة بنت علقمة الكنانية. - حكم حتّى مماته. |
| 5 |     | أبو الوليد، أبو الملوك، حمامة المسجد.                         | عبد الملك بن مروان                        | (65هـ - 86هـ) (685م - 705م)     | - ابن مروان بن الحكم بن أبي العاص بن أمية وعائشة بنت معاوية بن المغيرة. - حكم حتّى مماته. |
| 6 |     | أبو العباس.                                                   | الوليد الأول بن عبد الملك                 | (86هـ - 96هـ) (705م - 715م)     | - ابن عبد الملك بن مروان وولاَّدة بنت العباس. - حكم حتّى مماته. |
| 7 |     | أبو أيوب.                                                     | سليمان بن عبد الملك                       | (96هـ - 99هـ) (715م - 717م)     | - ابن عبد الملك بن مروان وأم وولاَّدة بنت العباس. - حكم حتّى مماته. |
| 8 |     | أبو حفص، الزاهد، العادل، الأشج، خامس الخلفاء الراشدين.        | عمر بن عبد العزيز                         | (99هـ - 101هـ) (717م - 720م)    | - ابن عبد العزيز بن مروان بن الحكم وليلى بنت عاصم بن عمر بن الخطاب. - مات مسموماً سنة 101هـ. |
| 9 |     | أبو خالد.                                                     | يزيد الثاني بن عبد الملك                  | (101هـ - 105هـ) (720م - 724م)   | - ابن عبد الملك بن مروان وعاتكة بنت يزيد. - حكم حتّى مماته. |
| 10 |     | أبو الوليد.                                                   | هشام بن عبد الملك                         | (105هـ - 125هـ) (724م - 743م)   | - ابن عبد الملك بن مروان وفاطمة بنت هشام. - في عهده بلغت الدولة الأموية أقصى إتساع لها على الإطلاق - حكم حتّى مماته. |
| 11 |     | أبو العباس.                                                   | الوليد الثاني بن يزيد                     | (125هـ - 126هـ) (743م - 744م)   | - ابن يزيد الثاني بن عبد الملك وأم الحجاج بنت محمد الثقفية. - قُتل في حصن البخراء عام 126هـ |
| 12 |     | أبو إبراهيم، الناقص.                                          | يزيد الثالث بن الوليد                     | (126هـ - 126هـ) (744م - 744م)   | - ابن الوليد الأول بن عبد الملك وأم ولد تدعى شاهفريد بنت فيروز. - حكم حتّى مماته. |
| 13 |     | أبو إسحاق.                                                    | إبراهيم بن الوليد                         | (126هـ - 127هـ) (744م - 744م)   | - ابن الوليد الأول بن عبد الملك وأم ولد تدعى شاهفريد بنت فيروز. - مات غريقاً |
| 14 |     | أبو عبد الملك، أبو عبد الله، القائم بحق الله، الحمار، الجعدي. | مروان الثاني بن محمد                      | (127هـ - 132هـ) (744م - 750م)   | - ابن محمد بن مروان بن الحكم وأم ولد تدعى لبابة الكردية. - هُزم في معركة الزاب، وقُتل بعد ذلك في مصر. |
| العصر الأموي الثاني: عصر أمراء قرطبة. (756م - 929م) / (138 هـ - 316 هـ) يشمل هذا العصر 8 أمراء، وفيه استطاع الأمويين إحياء الدولة الأموية من جديد بعد سقوطها على يد العباسيين، كما استطاعوا توحيد الأندلس في ظل إمارة واحدة، والقضاء على جميع الفتن فيها. |     |                                                               |                                           |                                 | |
| 1 |     | أبو المطرَّف، أبو سليمان، الداخل، صقر قريش.                     | عبد الرحمن الأول بن معاوية                | (138هـ - 172هـ) (756م - 788م)   | - ابن معاوية بن هشام بن عبد الملك وأم ولد تدعى راح. - حكم حتّى مماته. |
| 2 |     | أبو الوليد، الرضا.                                            | هشام بن عبد الرحمن                        | (172هـ - 180هـ) (788م - 796م)   | - ابن عبد الرحمن الداخل وأم ولد تدعى حلل. - حكم حتّى مماته. |
| 3 |     | أبو العاص، الربضي.                                            | الحكم بن هشام                             | (180هـ - 206هـ) (796م - 822م)   | - ابن هشام بن عبد الرحمن الداخل وأم ولد اسمها زخرف. - حكم حتّى مماته |
| 4 |     | أبو المطرَّف، الأوسط.                                           | عبد الرحمن بن الحكم                       | (206هـ - 238هـ) (821م - 852م)   | - ابن الحكم الربضي بن هشام وأم ولد تدعى حلاوة. - حكم حتّى مماته |
| 5 |     | أبو عبد الله.                                                 | محمد بن عبد الرحمن                        | (238هـ - 273هـ) (852م - 886م)   | - ابن عبد الرحمن بن الحكم وأم ولد تدعى تهتز. - حكم حتّى مماته. |
| 6 |     | أبو الحكم.                                                    | المنذر بن محمد                            | (273هـ - 275هـ) (886م - 888م)   | - ابن محمد بن عبد الرحمن وأم ولد تدعى أثل. - حكم حتى مماته. |
| 7 |     | أبو محمد.                                                     | عبد الله بن محمد                          | (275هـ - 300هـ) (888م - 912م)   | - ابن محمد بن عبد الرحمن وأم ولد تدعى بهار. - حكم حتى مماته. |
| 8 |     | أبو المطرَّف، الناصر لدين الله.                                 | عبد الرحمن الناصر لدين الله               | (300هـ - 316هـ) (912م - 929م)   | - ابن محمد بن عبد الله بن محمد وأم ولد تدعى مزنة. - حكم كأمير ستة عشر عاماً وحكم كخليفة أربع وثلاثين عاماً |
| العصر الأموي الثالث: عصر خلفاء قرطبة. ( 929م - 1031م) / (316 هـ - 422 هـ) بدأ هذا العصر بعد أن أعلن الأمير عبد الرحمن بن محمد نفسه خليفة قرطبة ولقَّب نفسه بالناصر لدين الله. وفيه ازدرهت الأندلس وبلغت أوج عظمتها سياسياً وإقتصادياً وإجتماعياً وعسكرياً       |     |                                                               |                                           |                                 | |
| 1 |     | أبو المطرَّف، القائم بأمر الله، الناصر لدين الله.               | عبد الرحمن الناصر لدين الله (بصفته خليفة) | (316هـ - 350هـ) (929م - 961م)   | - ابن محمد بن عبد الله بن محمد وأم ولد تدعى مزنة. - أعلن نفسه خليفة في عام 316هـ، وحكم بصفته تلك حتّى مماته. |
| 2 |     | أبو العاصي، أبو المطرَّف، المستنصر بالله.                       | الحكم المستنصر بالله                      | (350هـ - 366هـ) (961م - 976م)   | - ابن عبد الرحمن الناصر لدين الله وأم ولد تدعى مرجان. - حكم حتى مماته. |
| 3 |     | أبو الوليد، المؤيد بالله.                                     | هشام المؤيد بالله                         | (366هـ - 399هـ) (976م - 1009م)  | - ابن الحكم المستنصر بالله وصبح البشكنجية. - في عهده شهدت الدولة الأموية في الأندلس بداية انحسار سطوتها. - حجر عليه المنصور بن أبي عامر وسيطر على مقاليد الحكم لمدة 20 عاماً. - خُلع من قبل ابن عمه محمد المهدي بالله عام 399هـ، وعاد للحكم بعد ذلك بسنة. |
| 4 |     | أبو الوليد، المهدي بالله.                                     | محمد المهدي بالله                         | (399هـ - 400هـ) (1008م - 1009م) | - ابن هشام بن عبد الجبار بن عبد الرحمن الناصر لدين الله وأم ولد تدعى. - خرج على ابن عمه هشام المؤيد وسجنه وأعلن نفسه خليفة مكانه. - قُتل عام 400هـ وعمره 34 سنة.                                                                                         |
| 5 |     | أبو أيوب، المستعين بالله.                                     | سليمان المستعين بالله                     | (400هـ - 400هـ) (1009م - 1010م) | - ابن الحكم بن سليمان بن عبد الرحمن الناصر لدين الله وأم ولد تدعى ظبية. - خُلع وهو لم يكمل السنة، ثم عاد للحكم بعد سنتين. |
| - |     | أبو الوليد، المؤيد بالله.                                     | هشام المؤيد بالله (الفترة الثانية)        | (400هـ - 403هـ) (1010م - 1013م) | - ابن الحكم المستنصر بالله وصبح البشكنجية. - أُعيد تنصيبه بعد أن خلعه ابن عمه محمد المهدي، وحكم بعد ذلك ثلاث سنين. |
| - |     | أبو أيوب، المستعين بالله.                                     | سليمان المستعين بالله (الفترة الثانية)    | (403هـ - 407هـ) (1013م - 1016م) | - ابن الحكم بن سليمان بن عبد الرحمن الناصر لدين الله وأم ولد تدعى ظبية. - أُعيد تنصيبه بعد خلعه، حكم أربع سنين حتّى قتله علي بن حمود. |
| 6 |     | المرتضى.                                                      | عبد الرحمن المرتضي بالله                  | (408هـ - 409هـ) (1018م - 1018م) | - ابن محمد بن عبد الملك بن عبد الرحمن الناصر لدين الله. - حكم حتى مماته. |
| 7 |     | أبو المطرَّف، المستظهر بالله.                                   | عبد الرحمن المستظهر بالله                 | (414هـ - 414هـ) (1023م - 1024م) | - ابن هشام بن عبد الجبار بن عبد الرحمن الناصر لدين الله وأم ولد تدعى غاية. - حكم حتى مماته. |
| 8 |     | أبو عبد الرحمن، المستكفي بالله.                               | محمد المستكفي بالله                       | (414هـ - 416هـ) (1024م - 1025م) | - ابن عبد الرحمن بن عبيد الله بن عبد الرحمن الناصر لدين الله وأم ولد تدعى حوراء. - قتله جنده عام 416هـ. |
| 9 |     | أبو بكر، المعتمد، المعتد بالله.                               | هشام المعتد بالله                         | (418هـ - 422هـ) (1026م - 1031م) | - ابن محمد بن عبد الملك بن عبد الرحمن الناصر لدين الله وأم ولد تدعى عاتب. - كان في عهده سقوط الدولة الأموية في الأندلس. - حكم حتى سقوط الدولة، ثم لجأ إلى مدينة لاردة.                                                                                  |